# Предраг Лојаница
Предраг Лојаница (Томашевац, 22. децембар 1973) српски је сликар.

## Биографија
Дипломирао је на Факултету ликовних уметности Универзитета у Београду 2003. године у класи професора Чедомира Васића, код кога је и магистрирао 2007. године са темом „Портрет човека”. Докторско-уметнички пројекат „У МАНАСТИРУ - слике, цртежи, видео радови” одбранио је 2014. године на ФЛУ у Београду, код ментора професора Анђелке Бојовић. Доктор је уметности – област сликарство.
Остварио је већи број резиденцијалних уметничких боравака у Француској и Белгији (Glo Art residence, Lanaken, Belgium, 2015. и 2018, Cite international des Arts, Paris, France, 2016 и 2018).
Члан је УЛУС-а од 2004. године, члан Уметничког савета УЛУС-а  у периоду 2009—2011. године, а у статусу самосталног уметника 2006—2013. године. Живи и ради у Зрењанину.

## Изложбе
Остварио је дванаест самосталних изложби, од којих је једна међународног карактера реализована 2019. године у Паризу. Учествовао је на педесетак групних изложби у земљи и иностранству, где се издвајају International art exhibition Nord Art 2016, Budelsdorf, Deutschland (2016).

### Самосталне изложбе
- Изложба слика „ПЕДАМАН“ у галерији Задужбине Илије М. Коларца, Београд 2006. године.
- Магистарска изложба „ПОРТРЕТ ЧОВЕКА“ у галерији Факултета ликовних уметности, Београд 2007. године.
- Изложба слика и цртежа „БАУЉАЊЕ“ са Владимиром Ранковићем, у Универзитетској библиотеци „Светозар Марковић“, Београд 2009. године.
- Изложба цртежа „ЉУДИ“ у галерији Центра за културу у Раковици, Београд 2010. године.
- Изложба „СТРИП И ИЛУСТРАЦИЈЕ“ у Малој галерији УЛУПУДС-а, Београд  2011. године.
- Изложба „У МАНАСТИРУ- слике, цртежи, видео радови“, галерије УЛУС и ФЛУ, Београд 2013. године.
- Изложба „У МАНАСТИРУ“, галерија Месне заједнице „Вељко Влаховић“, Зрењанин 2014. године.
- Изложба „БЕЛЕШКЕ У ВРЕМЕНУ“, галерија СУЛУЈ, Београд 2016.
- Изложба „У МАНАСТИРУ слике и цртежи“, галерија Факултета уметности Универзитета у Приштини, Звечан-Косовска Митровица, 2017.
- Изложба „У МАНАСТИРУ слике и цртежи“, фоаје Културног центра, Панчево, 2018.
- Изложба „Au monastère“, café galerie Poiesis des arts, , 2019.
- Изложба „Ситеанци“, Галерија Ранчићева кућа, Центар за културу Гроцка, Београд, 2019.

## Резиденције
- , , фебруар-април 2015.
- , , , јул-август 2016.
- , , , октобар 2017-март 2018.
- , , , новембар-децембар 2018.
- , , , јун-јул 2016

## Признања и награде
- Прва награда на изложби ПОРТРЕТ КРОЗ ВРЕМЕ 2003. године у Н.У. Браћа Стаменковић у Београду,
- Изабран у XXX ПЕРСПЕКТИВЕ 2003. године у галерији Андрићев венац,
- Награда за сликарство као подстицај младим уметницима 2008. године, у галерији Стара Капетанија у Земуну.